# Portret van gravin Catharina Skavronskaja
Het Portret van gravin Catharina Skavronskaja is een schilderij van Élisabeth Vigée-Le Brun uit 1790. Het geldt als een van haar beste werken. Sinds 1891 maakt het deel uit van de collectie van het Musée Jacquemart-André in Parijs.

## Achtergrond
Catharina (Ekaterina) Skavronskaja (1761-1829) was de dochter van Vasili Engelhardt, een grootgrondbezitter uit Smolensk. Haar moeder was de zus van prins Potjomkin, favoriet van Catharina de Grote. Vanaf 1776 woonden Catharina en haar zussen in het keizerlijk paleis in Sint-Petersburg. In 1781 arrangeerde haar oom een huwelijk met Pavel Skavronski. Deze graaf stamde uit een voorname familie en was verzot op het componeren van opera's.
In 1785 werd Skavronski benoemd tot ambassadeur in Napels. Zijn echtgenote bleef aanvankelijk achter in Sint-Petersburg, waar ze hofdame van de keizerin werd. Pas toen haar man ernstig ziek werd, reisde ze hem achterna. In Napels maakte het echtpaar kennis met Élisabeth Vigée-Le Brun. Zij had haar vaderland moeten verlaten na het uitbreken van de Franse Revolutie, omdat ze als hofportrettist te zeer in verband werd gebracht met Marie-Antoinette. De schilderes omschreef mevrouw Skavronskaja als "lief en mooi als een engel.(...) Ze deed de hele dag niets, ze had geen opleiding genoten en haar conversatie was vooral leeg. Maar ondanks dit alles, had ze een onoverwinnelijke charme, dankzij haar schattige gezicht en haar engelachtige zachtheid."

## Voorstelling
Vigée-Le Brun schilderde drie portretten van Skavronskaja in Napels, waaronder dit portret op driekwart lengte. De gravin leunt licht op de leuning van de sofa en heeft een lome en dromerige uitstraling. Het kleurgebruik van het werk is ingetogen, rijke tinten blauw en groen overheersen. De jonge vrouw kijkt naar een medaillon in haar hand dat waarschijnlijk een portret van haar echtgenoot bevat. Op de achterkant staan de letters van hun voornamen (C en P).
Op haar tocht langs de belangrijke Europese steden ontmoette Vigée-Le Brun de gravin, die inmiddels weduwe was, opnieuw in Sint-Petersburg. Zij schilderde hierbij een nieuw portret, dat sinds 1966 deel uitmaakt van de collectie van het Louvre.

## Afbeelding

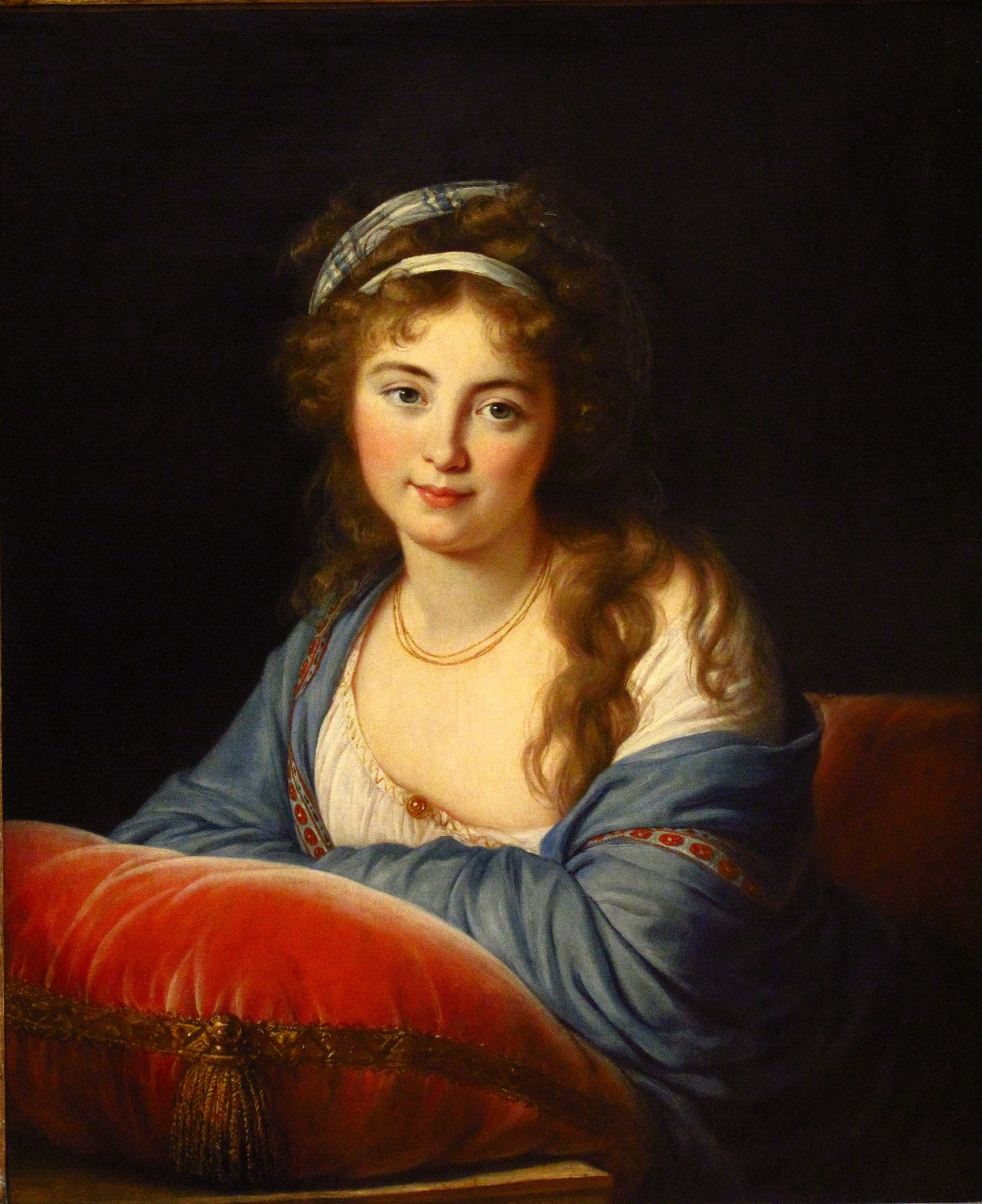
Portret van gravin Skavronskaja (1796)